# سفانة بنت حاتم الطائي
سَفَّانَةُ بِنْتُ حَاتِمٍ اَلطَّائِيِّ صَحابيةٌ جليلة، من أجود نساء العرب، كان أبوها حاتِم الطائي شاعرًا جاهليًّا اشتَهر بالجود والكرم، حتى أصبح اِسمُه مَضرِبَ الأمثال، فيُقال: أجَودُ من حاتِم طيِّئ.
كانت سَفَّانَةُ من بين الأسري الذين أسرهم علي بن ابي طالب رضي الله عنه في سرية طيئ، فقدم بها على رسول الله ﷺ المدينة في سبايا من طيئ، فحبسها أياما ثم من عليها بالسلم، وأعطاها نفقة وكسوة وردها إلى مأمنها، وأشارت إلى أخيها عدي بن حاتم بالقدوم على رسول الله ﷺ، فكانت سببا في إسلامه.

## اسمها ونسبها
هي سَفَّانَةُ (بفتح السين، وتشديد الفاء) بِنْتُ حَاتِمٍ اَلطَّائِيِّ، لُغَةً: السَّفَّانة هي اللؤلؤة، وحَاتِمُ هو اِبْنُ عَبْدِ اَللّٰهِ بْنِ سَعْدِ بْنِ اَلْحَشْرَجِ بْنِ اِمْرِئِ اَلْقَيْسِ بْنِ عَدِيِّ بْنِ أَخْزَمَ بْنِ أَبِي أَخْزَمَ (وَاِسْمُهُ هَزُومَةُ) بْنِ رَبِيعَةَ بْنِ جَرْوَلَ بْنِ ثُعَلَ بْنِ عَمْرِو بْنِ اَلْغَوْثِ بْنِ طَيِّئ، ويُكَنَّى بها (أيْ: بأبي سَفَّانَةَ).
وأبوها: حاتِم فارس شاعر، يضرب المثل بجوده، فعُدَّ أشهر كرماء العرب.
وأمها: اَلنَّوَارُ بِنْتُ ثُرْمُلَةَ البخترية (أو البحترية) من بني سَلامانَ بْنِ ثُعَلَ، وهي من النساء الشريفات وتعود أصولها إلى اليمن وعاشت في الحيرة.

## قصة أسرها
في ربيع  الآخر من السنة التاسعة من الهجرة بعث رسول الله ﷺ إلى طيء علي بن أبي طالب  ومعه مائة وخمسون رجلاً من الأنصار على مائة بعير وخمسين فرساً، ومعه راية سوداء ولواء أبيض لهدم الفلس (صنم لطئ). فلما سمع عدي بن حاتم - وكان ملكاً على قومه ومن أشد الناس عداء لرسول الله - بحركة السرية أخذ أهله، وانتقل إِلَى الجزيرة، وقيل: إِلَى الشام، وترك أخته سفانة بِنْت حاتم. وصلت السرية احياء العرب فغارت علي موقع الصنم فجراً فهدموه وخربوه وغنم علي ، غنائم وسبى سبايا، وأخذ علي أسارى، وعاد بهم إلى عاصمة الإسلام، إلى مدينة رسول الله ﷺ، وكان فيمن سبي سفّانة بنت حاتم الجواد أخت عدي بن حاتم، فأطلقها النبي ﷺ، فكان ذلك سبب إسلام أخيها عدي.

## إسلامها
وجه رسول الله ﷺ إلى طيء فريقاً من جنده يقدمهم علي رضي الله عنه، فصبح على القوم؛ واستاق خيلهم ونَعَمَهم ورجالهم ونساءهم إلى مدينة رسول الله ﷺ ووضع سبي طيئ في حظيرة بباب المسجد، وكانت سفانة بنت حاتم الطائي من ضمن السبي، فمر بها رسول الله ﷺ فقامت إليه وكانت امرأة جزلة فقالت: يا رسول الله، هلك الوالد، وغاب الوافد، فامنن علي من الله عليك. قال: «من وافدك؟» قالت: عدي بن حاتم. قال: «الفار من الله ورسوله؟» قالت: ثم مضى رسول الله صلى الله عليه وسلم وتركني، حتى مر بي ثلاثا، فأشار إلي رجل من خلفه أن قومي فكلميه. فقمت فقلت: يا رسول الله، هلك الوالد، وغاب الوافد، فامنن علي من الله عليك. قال: «قد فعلت، فلا تعجلي حتى تجدي ثقة يبلغك بلادك، ثم آذنيني». وأقامت سفانة حتى قدم رهط من قومها ممن تثق بهم فاستأذنت من رسول الله فكساها ومنحها راحلة تقلها واعطاها نفقة تكفيها وأسلمت وخرجت إلي الشام وكانت سبب في أسلام أخيها وقومها.

## جودها وكرمها
اشتهرت سفانة بالكرم والسخاء مثل أبيها حاتم الطائي، فقد كان أبوها يُعطيها من إبله ما بين العشرة إلى الأربعين، فتهبها وتُعطيها الناس، فقال لها حاتم: يابنية! إنَّ القرينين إذا اجتمعا في المال أتلفاه، فإما أن أعطى وتمسكي، وإما أن أُمسك وتعطي، فإنه لا يَـبْقَى على هذا شيءٌ. فقالت: والله لا أُمسك أبدًا. وقال أبوها: وأنا والله لا أمسك أبدًا. قالت: فلا نتجاور. فقاسمها ماله وتباينا ولم يتجاورا.